# 乳白香青
乳白香青（学名：Anaphalis lactea）为菊科香青属的植物，为中国的特有植物。分布在中国大陆的甘肃、青海、四川等地，生长于海拔2,000米至3,400米的地区，多生于低山草地、亚高山及针叶林下，目前尚未由人工引种栽培。
种加名 lactea 意为“乳白的”。

## 别名
大矛香艾

## 异名
- Anaphalis lactea Maxim. f. rosea Ling